# Gabriel Jean Joseph Molitor

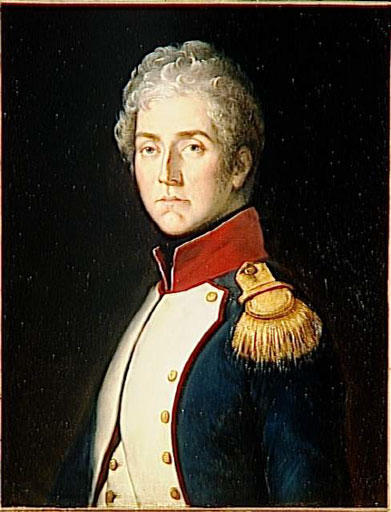
Molitor in 1792

Gabriel Jean Joseph Molitor (Hayange, 7 maart 1770 – Parijs, 28 juli 1849) was een Franse militair die de graad van maarschalk bereikte.
In 1791 begon Molitor aan zijn militaire opleiding in Metz. In 1793 werd hij chef de bataillon. In 1794 werd hij zwaar gewond en het jaar erop werd hij bevorderd tot chef de brigade. Hij vocht onder Custine, Jourdan, Masséna en Hoche in België, Zwitserland en Duitsland. In 1800 werd hij bevorderd tot général de division. Hij werd gouverneur van de 7e Divisie die gelegerd was in Grenoble. In 1807 vocht Molitor in Pommeren en in Stralsund tegen de Zweden. Het jaar erop kreeg hij de titel van graaf met een bijhorende rente van 30.000 franc. In 1810 werd Molitor benoemd tot gouverneur van de Hansesteden en tussen 1811 en 1813 tot gouverneur van Holland.
Nadat Napoleon troonsafstand had gedaan in 1814 verklaarde Molitor zijn trouw aan koning Lodewijk XVIII en hij werd benoemd tot inspecteur-generaal van de infanterie. Tijdens de Honderd Dagen van Napoleon in 1815 werd hij commandant van de 5e Divisie die gelegerd was in Elzas en hij werd benoemd tot Pair de France.
Tijdens de Restauratie viel hij even in ongenade maar in 1818 was Molitor al opnieuw benoemd als inspecteur-generaal. In 1823 was hij nog actief in Spanje. Daarna kreeg hij de rang van maarschalk.
In 1847 werd Molitor benoemd tot gouverneur van Les Invalides. Hij kreeg ook de onderscheiding van Grootkanselier van het Legioen van Eer.
Na zijn dood werd zijn lichaam bijgezet in Les Invalides.